# St Mary's Hospital
Pour l’article homonyme, voir Centre hospitalier de St. Mary.
Le St Mary's Hospital est un important établissement de soins britannique, situé à Londres, dans le quartier de Paddington (borough de la cité de Westminster). Jusqu'au début du XXe siècle, l'hôpital possède sa propre école de médecine, laquelle fusionne ensuite avec celle de l'Imperial College London. L'hôpital est aujourd'hui géré par l'Imperial College Healthcare NHS trust.
Lors du réaménagement du bassin de Paddington, l'hôpital est censé fusionner avec le Royal Brompton Hospital et être transféré dans de nouveaux bâtiments, mais le projet qui rencontre des obstacles dans son organisation et son financement, souffre de retards considérables, si bien qu'en juillet 2005, le Royal Brompton and Harefield trust choisit d'y renoncer définitivement. Des millions de livres sont ainsi dépensés inutilement pour des constructions restées inachevées.

## Chercheurs et découvertes

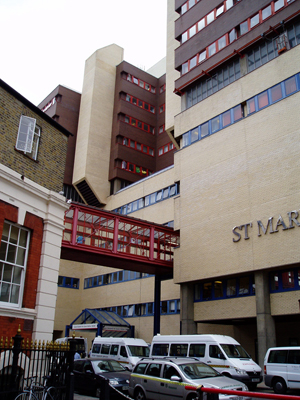
Le nouveau bâtiment du St Mary's Hospital QEQM building (à droite) et son ancienne section (à gauche).

- Alexander Fleming découvre la pénicilline dans cet hôpital en 1928.
- Almroth Wright, patron de Fleming, y fit faire d'importants progrès à la vaccination par l'usage des vaccins autogènes.
- John Scott Burdon-Sanderson et Augustus Waller y entreprirent des recherches qui aboutirent à la mise au point de l'électrocardiographie.
- C. R. Alder Wright y effectua la première synthèse de l'héroïne.
- Wu Lien-teh y passa une partie de ses études de médecin

## Personnalités nées auSt Mary's Hospital

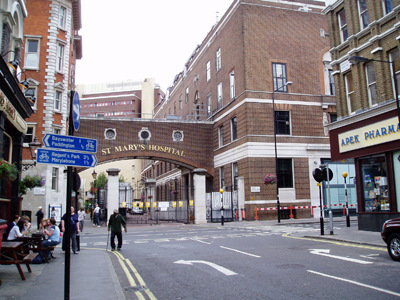
L'entrée de l'ancienne section du St Mary's Hospital.

### Célébrités
- Elvis Costello, auteur-compositeur-interprète (1954)
- Seal, auteur-compositeur-interprète (1963)
- Kiefer Sutherland, acteur et chanteur (1966)
- Louis Spencer, vicomte Althorp et héritier de la famille Spencer (1994)

### Membres de la famille royale britannique
- Alexander Windsor, comte d'Ulster, fils du prince Richard de Gloucester (1974)
- Peter Phillips, fils de la princesse Anne (1977)
- Lady Davina Windsor, fille aînée du prince Richard de Gloucester (1977)
- Lord Frederick Windsor, fils du prince Michael de Kent (1979)
- Lady Rose Gilman, fille cadette du prince Richard de Gloucester (1980)
- Lady Gabriella Windsor, fille du prince Michael de Kent (1981)
- Zara Phillips, fille de la princesse Anne (1981)
- Le prince William, prince de Galles, fils aîné du roi Charles III et de Diana Spencer (1982)
- Le prince Henry, duc de Sussex, fils cadet du roi Charles III et de Diana Spencer (1984)
- Edward Windsor, baron Downpatrick, fils de George Windsor (1988)
- Le prince George de Galles, fils aîné du prince William, prince de Galles, et de Catherine Middleton (2013)
- La princesse Charlotte de Galles, fille du prince William, prince de Galles, et de Catherine Middleton (2015)
- Le prince Louis de Galles, fils cadet du prince William, prince de Galles, et de Catherine Middleton (2018)

### Membres d'autres familles royales
- La princesse Théodora de Grèce, fille de l'ex-roi Constantin II et de l'ex-reine Anne-Marie de Grèce (1983)
- Le prince Phílippos de Grèce, fils de l'ex-roi Constantin II et de l'ex-reine Anne-Marie de Grèce (1986)

## Le musée-laboratoire Alexander-Fleming
Le laboratoire où eut lieu la découverte de la pénicilline a été reconstitué tel qu'il était en 1928 et intégré dans un musée consacré à la découverte à la vie et aux travaux de Fleming. Les horaires de visites sont restreints.